# Дизи, Генри Хью Питер
Генри Хью Питер Дизи (29 июня 1866, Дублин — 26 января 1947, Карригахориг) — офицер ирландской армии, основатель автомобильной компании «Deasy Motor Car», писатель.

## Карьера
Генри Хью Питер Дизи родился в Дублине, в семье Рикарда Дизи, судьи Апелляционного суда Ирландии, и Моники О’Коннор.
В 1888 поступил на службу в армию, был отправлен Индию вплоть до 1897 года.
После службы в армии он стал одним из европейцев, написавших подробный отчет о Тибете, описывающий его путешествия в период с 1897 по 1899 год. В 1900 году он получил медаль основателей Королевского географического общества за исследование почти 40 000 квадратных миль Гималаев. Он также предоставил фотографии для книги Перси У. Черча.
В 1903 году он помог продвигать компанию Rochet-Schneider, проехав на автомобиле без остановки из Лондона в Москву. Он также водил автомобиль Мартини вдоль горно-каменной железной дороги недалеко от Монтрё (Швейцария). Была создана компания по производству автомобилей Deasy Motor Car, которая взяла на себя управление заводом, ранее использовавшимся компанией Iden Car Co. в Парксайде, Ковентри. 9 марта 1908 года Дизи подал в отставку после спора с дизайнером автомобиля Эдмундом У. Льюисом.
В 1913 году, как член совета Ассоциации по благоустройству дорог, он сформулировал схему стандартного типа указателей и табличек для шоссейных дорог.
Он женился на Долорес Хики, дочери полковника Джеймса Хики и его жены Луциллы Лариос-и-Акшары, и сестре сэра Уильяма Хики. У них было трое детей, в том числе участник сельскохозяйственной кампании Ричард Дизи.

## Работы
- In Tibet and Chinese Turkestan; vol. 1